# Pot Black 1982
Der Pot Black 1982 war ein Snooker-Einladungsturnier im Rahmen der Saison 1981/82. Das Turnier wurde vom 28. bis zum 31. Dezember 1981 in den Pebble Mill Studios im englischen  Birmingham ausgetragen und später im Fernsehen gezeigt. Sieger wurde erstmals Steve Davis, der im Finale Eddie Charlton besiegen konnte. Angaben über das höchste Break sind unbekannt.

## Preisgeld
Insgesamt wurde 18.000 Pfund Sterling an Preisgeld ausgeschüttet, von denen allein 4.000 £ an den Sieger flossen.
|              | Preisgeld |
| ------------ | --------- |
| Sieger       | 4.000 £   |
| Finalist     | 3.000 £   |
| Halbfinalist | 2.500 £   |
| Gruppenphase | 1.500 £   |
| Insgesamt    | 18.000 £  |

## Turnierverlauf
Wie bereits in den Vorjahren wurden die acht Teilnehmer in zwei Vierer-Gruppen eingeteilt und spielten dort ein einfaches Rundenturnier aus. Die beiden Gruppenbesten zogen ins Halbfinale ein, ab dem das Turnier im K.-o.-System entschieden wurde. Jede Partie ging über genau einen Frame, außer das Endspiel, welches im Modus Best of 3 Frames ausgespielt wurde.

### Gruppenphase

#### Gruppe 1
| Pos. | Spieler        | Partien | S | N | Frames |
| ---- | -------------- | ------- | - | - | ------ |
| 1    | Doug Mountjoy  | 3       | 2 | 1 | 2:1    |
| 1    | Cliff Thorburn | 3       | 2 | 1 | 2:1    |
| 3    | Alex Higgins   | 3       | 1 | 2 | 1:2    |
| 3    | David Taylor   | 3       | 1 | 2 | 1:2    |

| Spiel | Spieler 1      | Ergebnis | Spieler 2      |
| ----- | -------------- | -------- | -------------- |
| 1     | Alex Higgins   | 01:01    | Cliff Thorburn |
| 2     | Doug Mountjoy  | 01:01    | Alex Higgins   |
| 3     | Doug Mountjoy  | 01:01    | David Taylor   |
| 4     | David Taylor   | 01:01    | Alex Higgins   |
| 5     | Cliff Thorburn | 01:01    | Doug Mountjoy  |
| 6     | Cliff Thorburn | 01:01    | David Taylor   |

#### Gruppe 2
| Pos. | Spieler        | Partien | S | N | Frames |
| ---- | -------------- | ------- | - | - | ------ |
| 1    | Steve Davis    | 3       | 2 | 1 | 2:1    |
| 1    | Eddie Charlton | 3       | 2 | 1 | 2:1    |
| 1    | Ray Reardon    | 3       | 2 | 1 | 2:1    |
| 4    | Dennis Taylor  | 3       | 0 | 3 | 0:3    |

| Spiel | Spieler 1      | Ergebnis | Spieler 2      |
| ----- | -------------- | -------- | -------------- |
| 1     | Eddie Charlton | 01:01    | Ray Reardon    |
| 2     | Eddie Charlton | 01:01    | Dennis Taylor  |
| 3     | Steve Davis    | 01:01    | Dennis Taylor  |
| 4     | Steve Davis    | 01:01    | Eddie Charlton |
| 5     | Ray Reardon    | 01:01    | Steve Davis    |
| 6     | Ray Reardon    | 01:01    | Dennis Taylor  |

### Finalrunde
|  | Halbfinale 1 Frame | Halbfinale 1 Frame |                |             | Finale Best of 3 Frames | Finale Best of 3 Frames |
|  |                    |                    |                |             |                         |                         |
|  |                    |                    |                |             |                         |                         |
|  | Doug Mountjoy      | 0                  |                |             |                         |                         |
|  | Eddie Charlton     | 1                  |                |             |                         |                         |
|  |                    |                    | Eddie Charlton | 0           |                         |                         |
|  |                    |                    |                | Steve Davis | 2                       |                         |
|  | Steve Davis        | 1                  |                |             |                         |                         |
|  | Cliff Thorburn     | 0                  |                |             |                         |                         |
|  |                    |                    |                |             |                         |                         |

#### Finale
Steve Davis hatte zwar schon zweimal am Pot Black teilgenommen, war aber jedes Mal früh ausgeschieden. Dieses Mal zog er aber ins Endspiel ein, wo ihn Eddie Charlton erwartete. Der Australier hatte bereits dreimal den Pot Black gewonnen und wäre mit einem vierten Titel zum alleinigen Rekordsieger aufgestiegen. Doch Davis machte ihm einen Strich durch die Rechnung und gewann mit 0:2 seinen ersten Titel beim Pot Black.
| Finale: Best of 3 Frames Pebble Mill Studios, Birmingham, England, 31. Dezember 1981 |                |             |
| Eddie Charlton                                                                       | 0:2            | Steve Davis |
| unbekannt                                                                            |                |             |
| –                                                                                    | Höchstes Break | –           |
| –                                                                                    | Century-Breaks | –           |
| –                                                                                    | 50+-Breaks     | –           |